# Ratibor (príncipe abrodita)
Ratibor, o Ratse (fallecido en 1043), fue un príncipe abrodita polabio. 
Tras el asesinato del príncipe Udo, su hijo Godescalco (Gottschalk) fue llevado a la corte de Canuto el Grande y Ratibor gobernó la conferencia abrodita en su ausencia. Svend Estridson, jarl de Dinamarca deseaba la independencia del rey Magnus I de Noruega en 1042; al recibir apoyo de su cuñado, el duque Bernardo II de Sajonia, Magnus consiguió con Svend una alianza para los abroditas gracias a la mediación de Gottschalk. Empero, Ratibor fue muerto en una batalla liderada por Magnus en 1043. Sus hijos, al querer vengar a su padre, perecieron en otra batalla en Lürschau el 28 de septiembre de ese mismo año.